# Oeiras e São Julião da Barra
Oeiras e São Julião da Barra foi uma freguesia portuguesa no município de Oeiras. O seu território integrou a 16 de Janeiro de 2013 a freguesia de Oeiras e São Julião da Barra, Paço de Arcos e Caxias, no âmbito de uma reforma administrativa nacional. É sede  da nova união de freguesias resultante da agregação às antigas freguesias de Paço de Arcos e Caxias. 

## População
| População da freguesia de Oeiras e São Julião da Barra | População da freguesia de Oeiras e São Julião da Barra | População da freguesia de Oeiras e São Julião da Barra | População da freguesia de Oeiras e São Julião da Barra | População da freguesia de Oeiras e São Julião da Barra | População da freguesia de Oeiras e São Julião da Barra | População da freguesia de Oeiras e São Julião da Barra | População da freguesia de Oeiras e São Julião da Barra | População da freguesia de Oeiras e São Julião da Barra | População da freguesia de Oeiras e São Julião da Barra | População da freguesia de Oeiras e São Julião da Barra | População da freguesia de Oeiras e São Julião da Barra | População da freguesia de Oeiras e São Julião da Barra | População da freguesia de Oeiras e São Julião da Barra | População da freguesia de Oeiras e São Julião da Barra |
| ------------------------------------------------------ | ------------------------------------------------------ | ------------------------------------------------------ | ------------------------------------------------------ | ------------------------------------------------------ | ------------------------------------------------------ | ------------------------------------------------------ | ------------------------------------------------------ | ------------------------------------------------------ | ------------------------------------------------------ | ------------------------------------------------------ | ------------------------------------------------------ | ------------------------------------------------------ | ------------------------------------------------------ | ------------------------------------------------------ |
| 1864                                                   | 1878                                                   | 1890                                                   | 1900                                                   | 1911                                                   | 1920                                                   | 1930                                                   | 1940                                                   | 1950                                                   | 1960                                                   | 1970                                                   | 1981                                                   | 1991                                                   | 2001                                                   | 2011                                                   |
| 2 613                                                  | 3 495                                                  | 4 514                                                  | 4 070                                                  | 5 606                                                  | 6 067                                                  | 4 467                                                  | 5 197                                                  | 6 285                                                  | 6 857                                                  | 13 962                                                 | 40 358                                                 | 43 364                                                 | 34 851                                                 | 33 827                                                 |

Nos censos de 1864, 1878 e 1890 são duas freguesias distintas. Pelo decreto nº 12.783, de 07/12/1926, foram desanexados lugares destas freguesias para constituir a freguesia de Paço de Arcos. Com lugares desta freguesia foi criada em 1993 a freguesia de Porto Salvo

## História

#### O Conde de Oeiras
O concelho de Oeiras é criado a 7 de Junho de 1759 por ordem de El-Rei D. José I. Durante a segunda metade do século XVIII, Oeiras vive um período de forte dinamismo. Fruto da acção directa de Sebastião José de Carvalho e Melo, Ministro de D. José I (Conde de Oeiras e Marquês de Pombal), durante a segunda metade do século XVIII, Oeiras vive um período de forte dinamismo e desenvolvimento local, que até então era de características predominantemente rurais. A elevação à categoria de Vila e o estatuto ganho com o estabelecimento da residência oficial do Marquês de Pombal em Oeiras permitiram não só a criação de novas acessibilidades e infra-estruturas, como também um aumento da população aristocrata na localidade. No plano económico, e tendo em conta as raízes rurais da localidade, assiste-se a mudanças muito significativas quer no campo da agricultura, quer no campo da indústria, transformando-se, em pouco tempo, numa das principais áreas de abastecimento da capital. Oeiras cresce como vila e como importante centro económico e de lazer. Cresce, por sua vez, o volume de construção de quintas apalaçadas e de casas de recreio. É durante o século XVIII que alguns dos principais monumentos da vila são construídos, com especial destaque para o Palácio do Marquês de Pombal, para a Igreja Matriz, para o centro histórico da vila e para o conjunto de fortificações construídas ao longo da linha da costa.

#### A criação da freguesia de Oeiras e São Julião da Barra
Em 1835 foram estabelecidas as bases do novo sistema administrativo, promulgada legislação adequada para a criação das Juntas de Paróquia, precursoras das Juntas de Freguesia. A freguesia de São Julião da Barra resumia-se estritamente à antiga fortificação, o que lhe dava uma característica puramente militar. No decreto de 6 de Novembro de 1836, consta que a freguesia de São Julião da Barra tinha apenas 24 fogos e encontra-se separada da freguesia de Oeiras que nessa época tinha 850 fogos. Então, já em 1900, o Cardeal Patriarca decide anexar a freguesia de São Julião da Barra à freguesia de Nossa Senhora da Purificação de Oeiras. Esta desagrega-se em 1926 com a criação da freguesia de Paço de Arcos, consolidando-se a freguesia de Oeiras e São Julião da Barra.  

#### Crescimento e desenvolvimento
Entre finais do século XIX e inícios do século XX, com a construção da linha ferroviária de Cascais e, posteriormente, já na década de quarenta, com a construção da Estrada Marginal, a vila ganha uma nova vitalidade, tornando-se rapidamente, pela sua situação geográfica, um local muito apetecido. Apesar do seu rápido e notável crescimento, Oeiras acabou por ser vítima de um desenvolvimento desregulado, muito ao ritmo dos movimentos pendulares e de uma política social quase inexistente que, durante muito tempo, tornou a localidade num mero “dormitório”. No começo dos anos 80, Oeiras conhece um novo período de crescimento e desenvolvimento. É a partir desta década que muitos dos principais planos e projectos de desenvolvimento sustentado começam a ganhar forma.
A concretização do primeiro PDM (Plano Director Municipal), em 1994 foi um passo fundamental no sentido de desenvolver uma política de revitalização do Município de Oeiras. Deu-se início à construção de infra-estruturas para fins sociais, culturais, recreativos e desportivos; foi posto em prática um projecto de salvaguarda e promoção do património natural; apostou-se nas ciências e nas novas tecnologias, nomeadamente com a construção de centros empresariais e centros de investigação científica e tecnológica. Esta política, moderna, de desenvolvimento sustentado reforça o carácter distintivo do município, referência ao nível nacional e internacional.

#### Século XXI
A 16 de Janeiro de 2013, no âmbito da reorganização das freguesias, a freguesia de Oeiras e São Julião da Barra é extinta e é agregada às antigas freguesias de Paço de Arcos e Caxias, criando uma nova freguesia denominada União das Freguesias de Oeiras e São Julião da Barra, Paço de Arcos e Caxias.

## Geografia

### Parques e Espaços verdes

##### Jardins do Palácio do Marquês de Pombal
Jardim secular de grande beleza, acolhe anualmente diversos eventos culturais, como teatro e música. Aqui é possível encontrar a Cascata dos Poetas, obra escultórica do século XVIII. Anexo ao jardim encontra-se a adega e o lagar de azeite.

##### Jardim Municipal de Oeiras
Também conhecido por Parque Almirante Gago Coutinho, é o principal parque de Oeiras e localiza-se no vale entre Oeiras e Santo Amaro, muito próximo das estações ferroviárias respectivas. É atravessado pela Ribeira da Lage, resulta da junção de duas quintas: do lado direito a Quinta do Arriaga e do lado esquerdo a Quinta do Proença. Caracteriza-se pelo ambiente agradável e relaxante que proporciona, onde é possível encontrar lagos, zonas arborizadas, animais, uma estufa-fria e um parque infantil. 

##### Parque dos Poetas

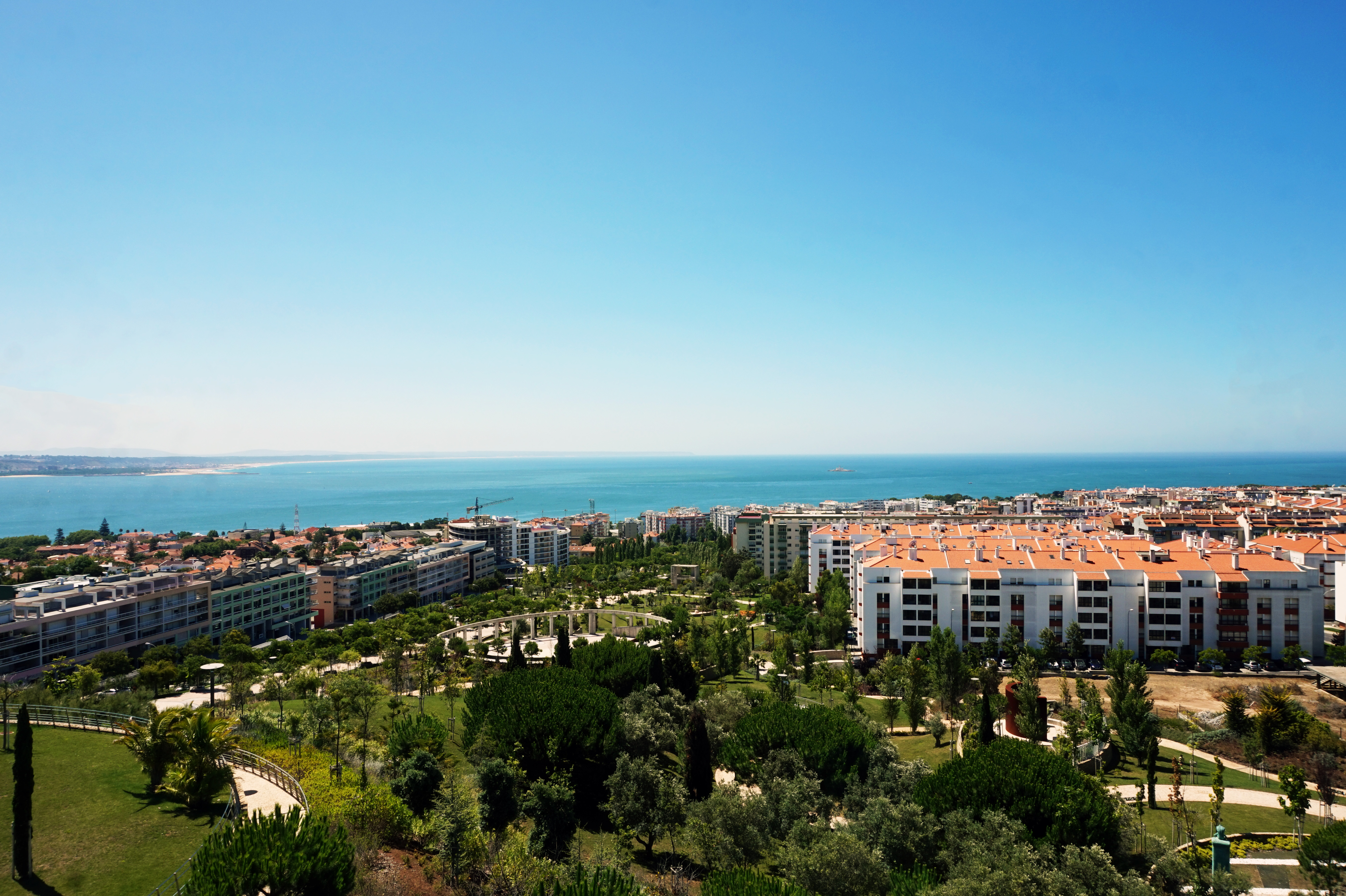
Miradouro do Parque dos Poetas (2ª fase A)

Parque urbano de Oeiras, reconhecido como um "museu ao ar livre". Possui 22,5 hectares repartido por duas fases, tendo a última sido inaugurada em 2015. Poetas como Luís de Camões, Fernando Pessoa, Florbela Espanca, Sophia de Mello Breyner Andersen e Eugénio de Andrade são homenageados neste espaço urbano de lazer. Possui diversas infraestruturas, entre as quais se destacam o Estádio Municipal, o Templo da Poesia, auditórios ao ar livre e a fonte cibernética.

##### Quinta dos Sete Castelos
Área verde com cerca de 1,5 hectares, recentemente recuperada e localizada em Santo Amaro de Oeiras. Inclui espaços ajardinados, zona de pinhal, exemplares arbóreos de origem exótica, com bastante interesse botânico, e uma casa apalaçada.

### Praias e Passeio Marítimo

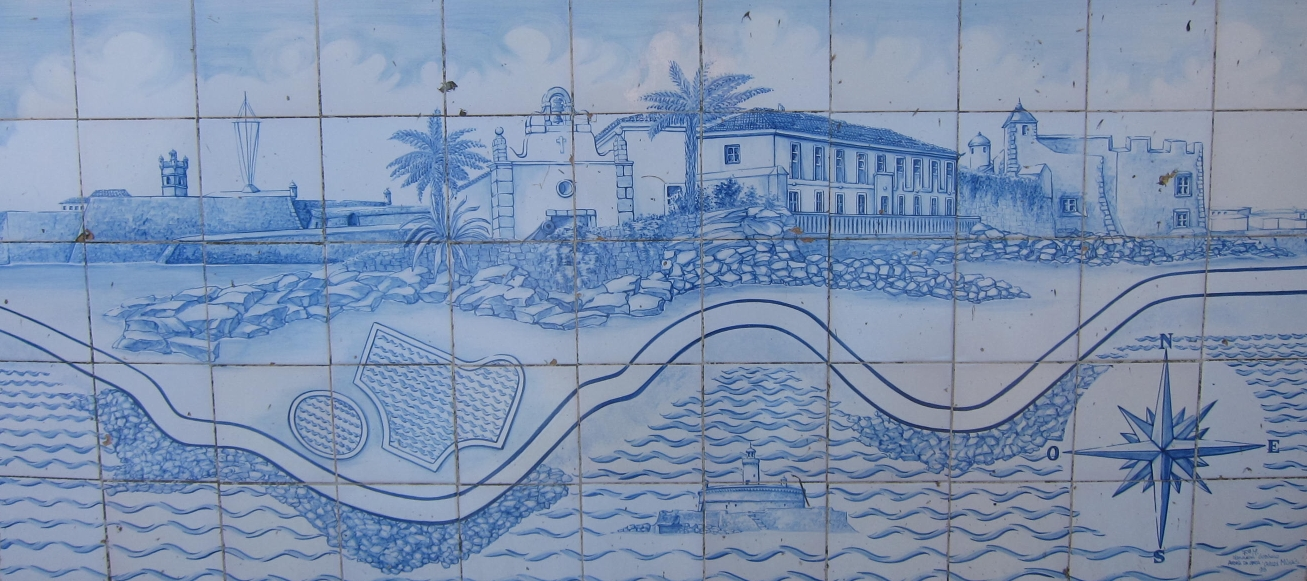
Painel de azulejos representativo de algumas atrações do Passeio Marítimo de Oeiras, entre a Praia da Torre e de Santo Amaro.

Fazem parte da localidade de Oeiras e São Julião da Barra duas zonas balneares: a Praia da Torre e a Praia de Santo Amaro de Oeiras. São bastante concorridas, sobretudo no Verão, pela qualidade do seu areal e pelas boas acessibilidades.
O Passeio Marítimo, com início na Praia da Torre, tem uma extensão de 4000 metros, prolongado-se atualmente até à Doca da Direcção de Faróis, em Paço de Arcos. Passa por zonas relevantes, tais como o complexo do Porto de Recreio de Oeiras, a Praia de Santo Amaro e a Praia de Paço de Arcos.

### Oeiras Marina
Situado na barra do Tejo, é um complexo formado pelo Porto de Recreio de Oeiras e Piscina Oceânica.
O Porto de Recreio tem uma profundidade de 3,5 metros e um cais de recepção de 58 metros, com capacidade para 274 embarcações “a nado” e para cerca de 100 embarcações “a seco”. Dispõe ainda de estacionamento automóvel, quatro edifícios comerciais, instalações da PSP e do Serviço de Estrangeiros e Fronteiras.
Por sua vez, a Piscina Oceânica de Oeiras, inaugurada em 1995, é constituída por dois planos de água, para adultos e crianças com uma área de 1500 m2 e 330 m2, respetivamente.

## Demografia
Nos Censos de 1991 a freguesia tinha 43364 habitantes, sendo que em 2001 o valor desceu para 34850. Em 2011 a população também teve um decréscimo, em menor escala, para 33827 habitantes.

## Infraestruturas

### Educação
Oeiras está dotada de boas escolas, desde a educação pré-escolar até ao Secundário. Ao longo dos anos houve sempre um grande investimento ao nível da educação, que visa o bom desenvolvimento de Oeiras. É atualmente o Município, a nível nacional, com maior concentração de licenciados e doutorados e um dos que apresentam uma menor taxa de abandono escolar e de saídas precoces do sistema educativo.

##### Escolas públicas
- EB1/JI Manuel Beça Múrias
- EB1/JI Sá de Miranda
- EB1 Conde de Ferreira
- EB1 Gomes Freire de Andrade
- EB1 António Rebelo de Andrade
- EB 2,3 Conde de Oeiras
- EB 2,3 São Julião da Barra
- Escola Secundária Quinta do Marquês
- Escola Secundária Sebastião e Silva (antigo Liceu de Oeiras)

### Transportes
A linha ferroviária de Cascais (CP) e a Avenida Marginal são os dois grandes elos de ligação entre a localidade e os territórios vizinhos. O principal interface de transportes localiza-se na Estação Ferroviária de Oeiras, mais concretamente no Largo Henrique Paiva Couceiro, sendo a Vimeca/Lisboa Transportes e a Scotturb os dois operadores de autocarros que servem a população local. A Estação de Santo Amaro de Oeiras também se encontra nesta localidade.
De notar que apesar da existência destes meios de transporte, Oeiras é no entanto um Município que pouco aposta em outros meios de locomoção para além do automóvel. As ciclovias são praticamente inexistentes (excepção feita a alguns arruamentos de Nova Oeiras) e os passeios encontram-se degradados e/ou não cumprem os requisitos mínimos de segurança.

#### Combus Oeiras
Serviço que consistia na disponibilização de carreiras urbanas de transporte coletivo com benefícios sociais e que operou no Município de Oeiras entre Junho de 2007 e 28 de Fevereiro de 2014. Resultou de uma parceria entre a Câmara Municipal e a Vimeca Transportes – Viação Mecânica de Carnaxide.

## Património
- Palácio do Marquês de Pombal
- Casa da Pesca
- Pelourinho de Oeiras
- Palácio do Egipto
- Igreja Matriz de Oeiras
- Capela de Santo Amaro de Oeiras
- Forte de São Julião da Barra

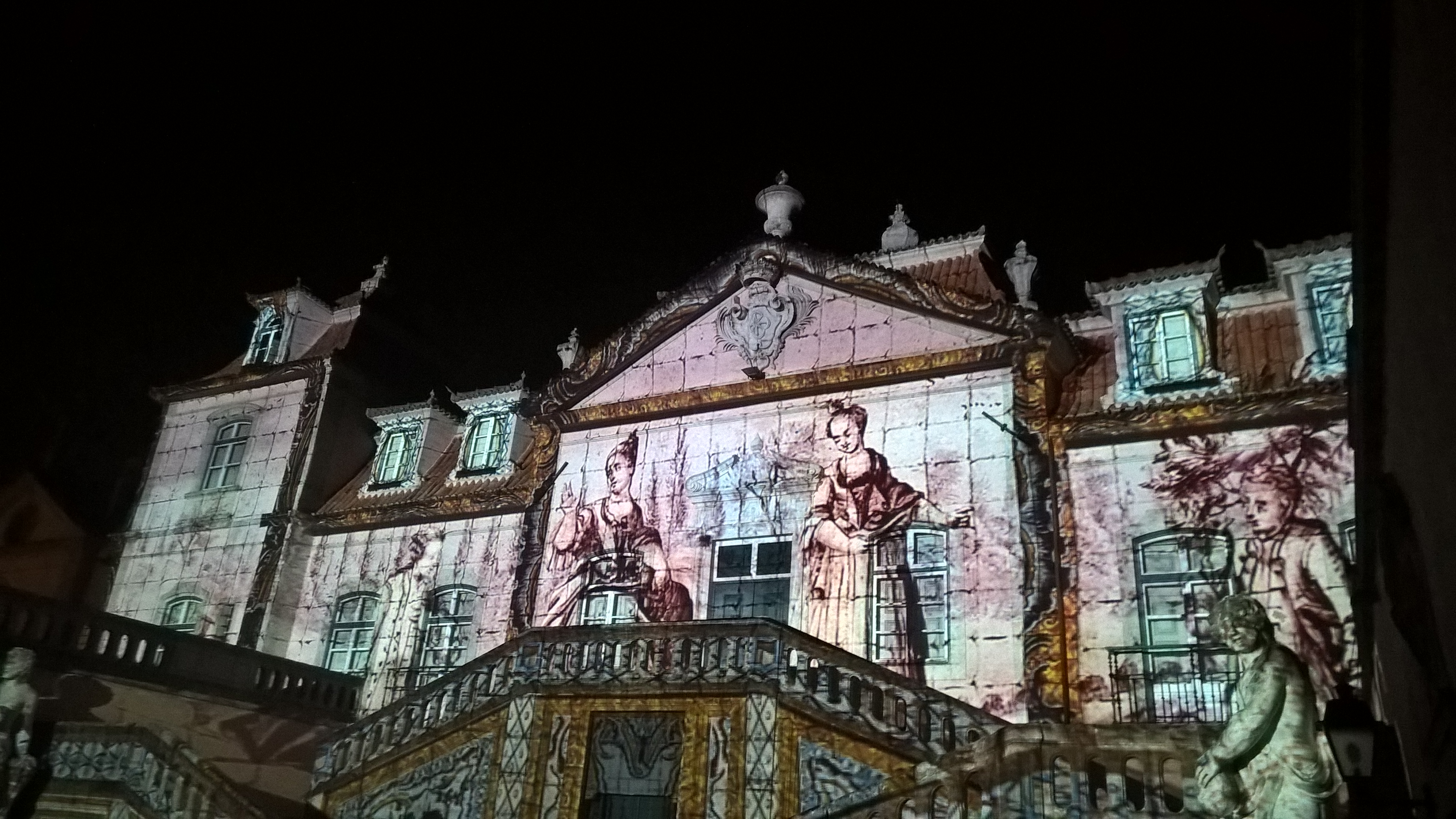
Festival "Noites no Palácio Encantado" (Palácio do Marquês de Pombal) - Junho de 2015

- Torre de São Lourenço (Torre do Bugio)
- Farol de São Julião

## Comércio e Serviços
A antiga freguesia acompanhou o processo de restruturação comercial e cultural da Vila de Oeiras. O Palácio do Egipto foi re-construído no centro histórico e reabriu dia 25 de Junho de 2009 incluindo um centro cultural com exposições, uma livraria sobre Oeiras, 1 nova esplanada (e mais 2 espaços ainda por inaugurar) e um novo palco para eventos culturais. Foi entretanto também reconstruído um velho edifício onde o Município de Oeiras abriu uma loja turistica para promover o Vinho de Carcavelos, produzido na Estação Agronómica Nacional localizada em Oeiras, na antiga freguesia de Oeiras e São Julião da Barra.

## Gastronomia

#### Doçaria regional
- Queijada de Oeiras
- Palitos de Oeiras (ou do Marquês de Pombal)

## Ligações Externas
- Site da Junta de Freguesia de Oeiras e S. Julião da Barra
- Página oficial do Parque dos Poetas